# Стрюверит
Стрюверит (рос. strüverite; нім. Strüverit m) — мінерал, різновид рутилу.
Названий за прізвищем італійського мінералога Дж. Стрювера (G.Strüver, 1842-1915), F.Zambonini, 1907.
Синоніми: рутил танталистий, танталорутил, тапіоліт.
Мінерал дискредитовано Міжнародною мінералогічною асоціацією у 2006 році (IMA 06-С, листопад 2006 р.).

## Опис
Хімічна формула:  за «Fleischer's Glossary» (2004): (Ti, Ta, Fe)3O6.
Містить 15,44 % Та2О5 та 8,64 % Nb2O5.
Сингонія тетрагональна. Форми виділення: зливні маси, стовпчасті та короткоголчасті кристали. Густина 5,4. Тв. 6,0-6,5. Крихкий. Колір сіро-чорний. Блиск металічний. Непрозорий. Зустрічається в альбітизованих ґранітних пегматитах з колумбітом, берилом, каситеритом, монацитом. Також у кварц-топаз-слюдистих ґрейзенах.

## Розповсюдження
Знахідки: Краведжа, П'ємонт (Італія). Ампангабе, о. Мадагаскар.

## Інші значення
Відміна хлоритоїду, збагачена MgO (до 9 %). (A.Brezina, 1876). Син. — сисмондин.